# آدلبرت ایمز
آدلبرت ایمز (به انگلیسی: Adelbert Ames) سناتور سابق عضو حزب جمهوری‌خواه ایالات متحده آمریکا بود. وی در سال ۱۸۷۰ تا ۱۸۷۴ میلادی سناتور ایالت میسیسیپی در سنای ایالات متحده آمریکا بود.